# An (digramme)
Cette page contient des caractères spéciaux ou non latins. S’ils s’affichent mal (▯, ?, etc.), consultez la page d’aide Unicode.
Pour les articles homonymes, voir An.
An (minuscule an) est un digramme de l'alphabet latin composé d'un A et d'un N.

## Linguistique
- En français le digramme « an » représente généralement [ɑ̃] devant une consonne ou en fin de mot. Devant m b ou p, c'est le digramme « am » qui représente cette voyelle.
- en breton, il représente  [ɑ̃n].

## Représentation informatique
À la différence d'autres digrammes, il n'existe aucun encodage du An sous la forme d'un seul signe. Il est toujours réalisé en accolant les lettres A et N.